# Fender
Pour les articles homonymes, voir Fender (homonymie).
 (juillet 2008).
Si vous disposez d'ouvrages ou d'articles de référence ou si vous connaissez des sites web de qualité traitant du thème abordé ici, merci de compléter l'article en donnant les références utiles à sa vérifiabilité et en les liant à la section « Notes et références ».

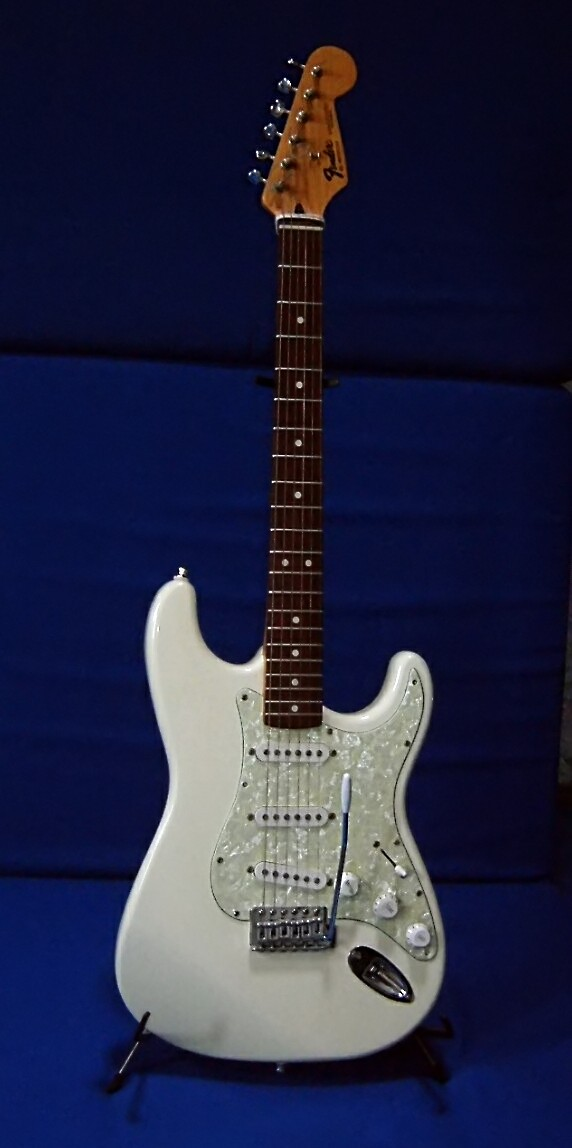
Fender Stratocaster

Fender Musical Instruments Corporation, nommé initialement Fender's Radio Service puis Fender Electric Instrument Manufacturing Company, est une société créée par Leo Fender (Clarence Leonidas Fender) aux États-Unis dans les années 1940. Elle est devenue l'une des firmes les plus reconnues dans le monde sur le marché de la fabrication de guitares électriques, de guitares acoustiques, de basses et d'amplificateurs.

## Histoire

### Les débuts d’une grande marque
Leo Fender crée, en 1938, Fender Radio Service, une petite boutique spécialisée dans le dépannage de postes de radio. La réputation qu’il se fait par la qualité de son travail l’amène à emménager dans des grands locaux, à Fullerton, où il embauche du personnel.
En complément des réparations, le commerce vend des disques, des postes de radios et fabrique et vend des amplificateurs de faible puissance. Leo propose également un service de sonorisation mobile. Le bouche à l'oreille et sa réputation attirent des musiciens qui commencent, à cette époque, à amplifier leurs instruments. Toutes ces rencontres suscitent un intérêt grandissant chez Leo, jouant un rôle incontournable dans l’essor de Fender. Bien qu'il ne soit pas guitariste, il sut s'entourer dès le début de son activité, de professionnels avertis pour pouvoir progresser rapidement.
Les premiers instruments sortent des ateliers à la fin de la Seconde Guerre mondiale. Ce sont des guitares Lap-steel portant la marque K&F (Kauffman & Fender). En 1946 les deux associés se séparent laissant Leo à la tête de l’entreprise Fender Electric Instrument Co. qui commence à fabriquer ses instruments et amplificateurs à la chaîne. La marque enrichit sa fabrication et propose des Pedal steel guitar composées de deux « manches » parallèles munis de huit cordes, ainsi que des amplis de 18 watts.
Riche de cette expérience, Leo, toujours attentif aux musiciens qui l'entourent, va créer un événement majeur dans le domaine musical.

### Esquire, Broadcaster/Telecaster (printemps 1950)
Tout commence par « accident » ; pour essayer leurs prototypes de micros électromagnétiques destinés à amplifier des guitares Lap-steel, Leo Fender et son partenaire Doc Kaufmann fabriquent un instrument ayant pour corps un morceau de bois plein avec un manche de section arrondie différent de la section carrée habituellement utilisée sur ce type d'instrument. Séduits par le son brillant et le sustain, de nombreux musiciens commencent à louer le prototype pour leurs concerts. Leo et Doc commencent alors à fabriquer quelques instruments à la main, des prototypes principalement.
Fender n’est pas seul à travailler sur une guitare électrique « solid body ». En 1931, La firme Rickenbacker conçoit une « lap-steel » dotée d'un micro électromagnétique, la fameuse Frying Pan (« poêle à frire »). Fabriquer une guitare électrifiée insensible à l'effet Larsen est un défi qui intéresse beaucoup de monde, comme Lloyd Loar de la firme Gibson qui y travaille durant les années 1920 ou comme Lester Polsfuss, dit « Les Paul », qui conçoit en 1937, un prototype comprenant un manche conducteur faisant office de poutre centrale (ce qui donne son nom au prototype : « The Log » « La Bûche »). Plus concrètement, Paul Bigsby réalise en 1948 une guitare à corps plein pour Merle Travis. C'est cette dernière qui influence le design du prototype qui se concrétise dans les ateliers Fenderet durant l'été 1949 George Fullerton et Leo Fender font tester leur premier prototype aux musiciens locaux.

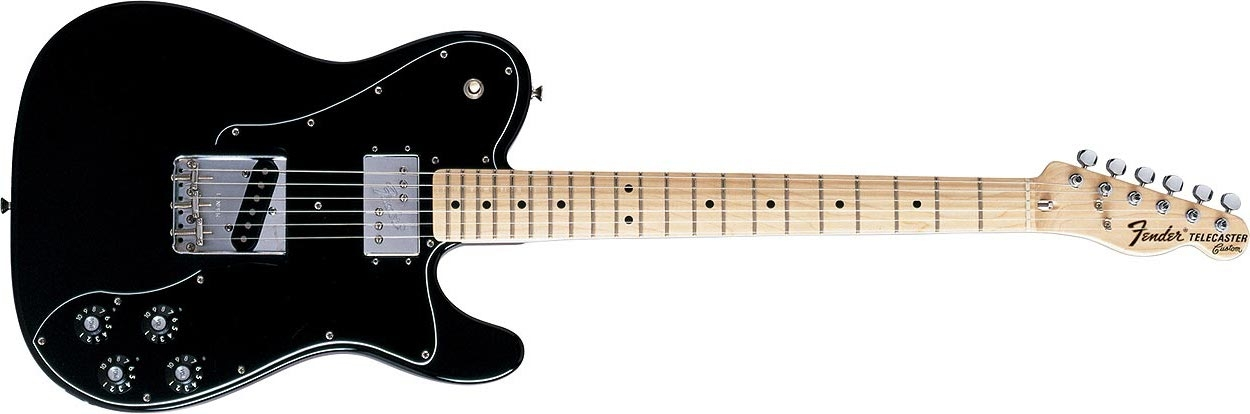
Une Fender Telecaster Custom de 1976.

Présentée lors d'un salon professionnel en 1950, la première guitare produite en série par Fender (moins de 50 exemplaires) est l'Esquire, qui ne possède qu’un seul micro disposé près du chevalet. Le corps, dont la forme est depuis reprise pour de nombreux modèles, est d'abord usiné dans une planche de pin qui est rapidement remplacé par du frêne. Le manche en érable vissé, sans touche rapportée, se termine par des mécaniques Kluson. La plupart de ces exemplaires ont dû être échangés en garantie, car ils souffraient d'un défaut majeur : le manche se soulevait et se vrillait sous l'effet de la tension des cordes. Leo Fender et son équipe décident de résoudre le problème en insérant une barre métallique réglable. Le truss-rod (en français « barre de réglage ») est inséré dans une rainure pratiquée dans l'épaisseur du manche, ce qui permet, à l’aide d’une vis située au talon, de jouer sur sa tension et par conséquent la courbure du manche. Pour fermer la rainure destinée à recevoir la barre de réglage, pratiquée sur le dos du manche, un carrelet en noyer Américain y est collé.
Au cours de l'année 1950, une l'Esquire est dotée d’un second micro près du manche : ce modèle est baptisé Broadcaster pour la différencier au catalogue. Malencontreusement, ce nom est déjà déposé par la marque Gretsch pour une ligne de batteries et Fender, qui face à Gretsch est une petite entreprise, s'incline et, en 1951, remplace le nom de Broadcaster par Telecaster (en référence au nouveau média montant, la télévision). Entre l'abandon du nom Broadcaster et l'arrivée des nouvelles décalcomanies estampillées « Telecaster », la production des guitares sort sans aucun nom de modèle apposé sur les têtes de manches. Cette série de guitares, sortie des ateliers, est baptisée, par les initiés, Nocaster. Ces exemplaires, très rares, sont recherchés par les collectionneurs et se négocient à des prix très élevés.

### Précision Bass (été 1951)

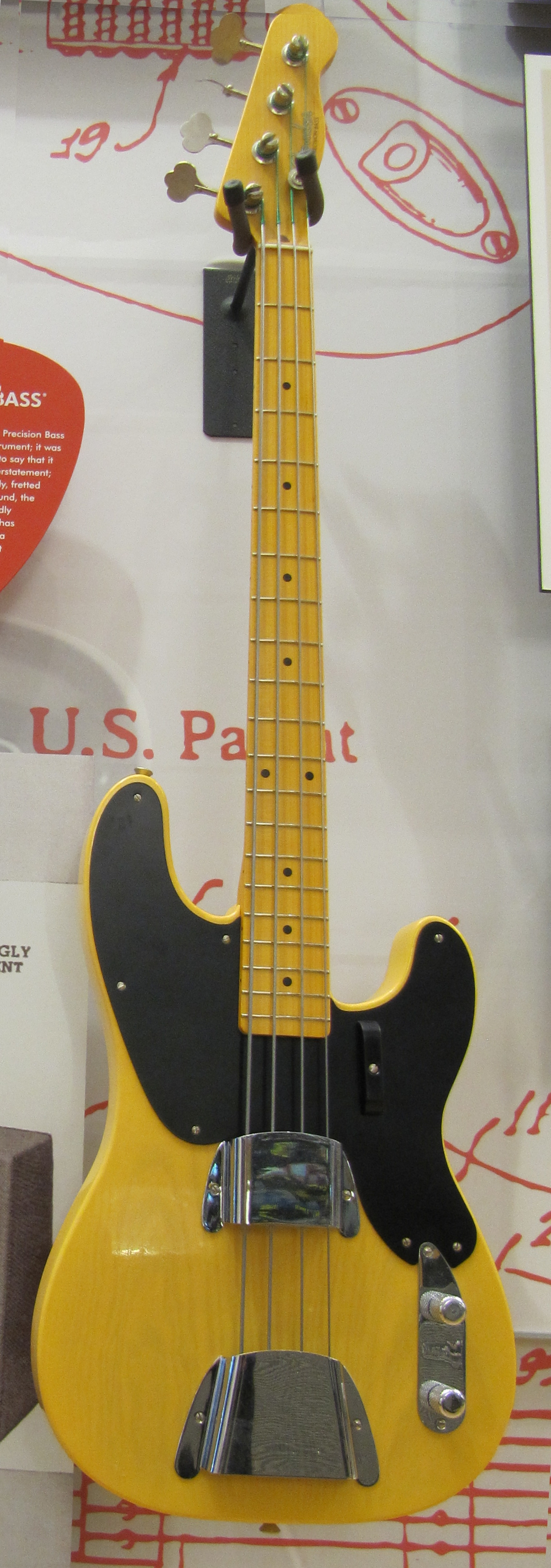
1951 Precision Bass

La guitare Esquire fait l’unanimité au sein des combos qui l’ont adoptés. L’instrument amplifié ne souffre pas des effets larsen propre aux guitares employées jusqu’à présent, même dans des petites salles de concerts. Il demeure cependant un problème pour les groupes, les contrebasses ne trouvent pas leur place au milieu des instruments amplifiés. Léo et son équipe décident de travailler sur un nouvel instrument pour pallier ce problème et libérer les bassistes de cette contrebasse tellement encombrante.
L’idée est simple, Leo suggère d’utiliser le principe de l’Esquire pour créer une basse se jouant comme une guitare, en position horizontale, avec un manche muni de frettes pour la justesse des notes. Il faut dans un premier temps allonger le diapason des cordes, une longueur de 34 pouces est choisie pour obtenir un son suffisamment grave (des cordes de piano auraient été montées sur les premiers prototypes). Le corps de l'instrument est allongé et les cordes sont placées le plus bas possible pour éviter un trop long manche qui déséquilibrerait l’instrument. Ce souci d’équilibre persiste et la décision d’ajouter une corne supérieure au corps, allant jusqu’à la douzième case du manche, est mise en place.
Les caractéristiques sont identiques à la guitare Esquire: les cordes traversent le corps en frêne massif et reposent sur un cordier muni de pontets réglables, un micro simple bobinage incrusté dans le corps, contrôlé par deux potentiomètres restituent les sons, le manche vissé est taillé, d'une pièce, dans de l’érable et le chevalet est recouvert d’un cache chromé qui peut servir à poser la main pour gratter les cordes.
Ayant pour nom Précision Bass, la première guitare basse de l’histoire vient d’être inventé par Fender et est présentée durant l’été 1951,. Les premiers exemplaires sont livrés en novembre de cette même année.
Comme pour la guitare, cette nouvelle basse nécessite un amplificateur spécial: le "Bassman", avec une puissance de 25 watts, est suffisamment puissant pour placer correctement les sons de la basse au sein d'un groupe. Les musiciens de jazz, se sentant bien pauvres au milieu des cuivres, sont séduits par cet instrument qu'ils adoptent rapidement.

### Stratocaster (avril 1954)

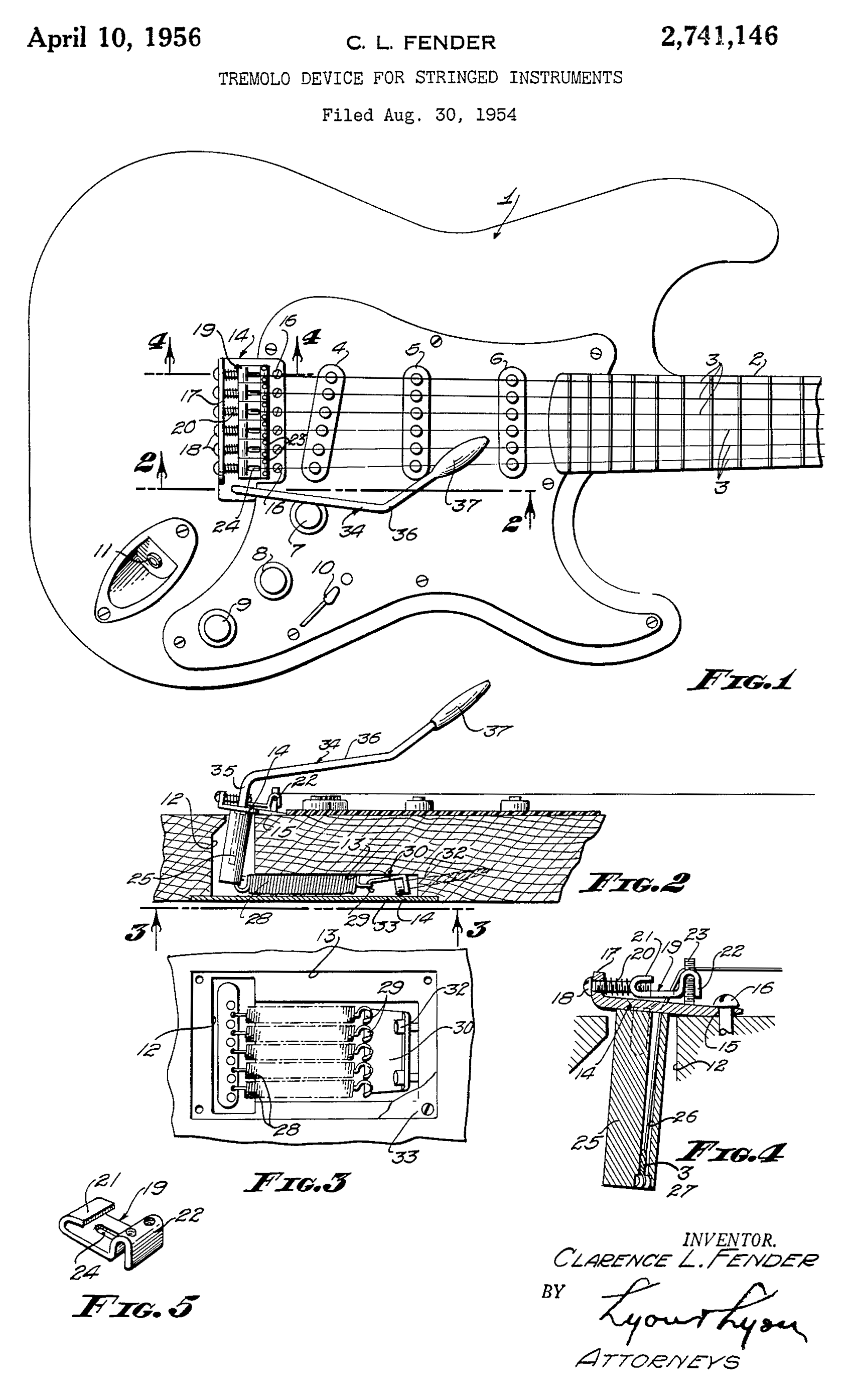
Dessin du Brevet du vibrato de la Stratocaster

Réalisée selon les croquis de Freddie Tavares en 1953, la Stratocaster apparaît en 1954  avec sa forme originale, sa petite tête, son manche en érable et le premier logo Fender. Elle est équipée de trois micros simple bobinage.
La Stratocaster est née des suggestions et retours d'informations des premiers utilisateurs de Telecaster. Elle se doit d'être un modèle innovant par sa forme ergonomique et son électronique. Elle est également une réponse à la mythique Gibson Les Paul apparue en 1952. La guitare possède trois micros mais quelques innovations la caractérisent. Une des plus marquantes est un nouveau système de chevalet flottant (invention brevetée par Leo Fender). Le chevalet, munit de six pontets réglables individuellement en hauteur et en compensation, est soutenu par cinq ressorts dissimulés dans le corps de l’instrument, le tout actionné à l'aide d'une tige métallique escamotable. Un autre accessoire est reconnaissable dans le design de la Stratocaster. Une plaque chromée, placée sur le parement de la caisse, permet de brancher le cordon qui relie la guitare à son amplification sans que celui-ci ne déborde de l'instrument. Cette plaque Jack est un élément indissociable de la Stratocaster et ne sera jamais proposé sur d'autres guitares Fender.
La Stratocaster adopte toutes les caractéristiques de son aînée la Telecaster tel que, un potentiomètre de volume et, désormais, deux potentiomètres de tonalité, un sélecteur de micros 3 positions et un manche vissé fait d’une pièce d’érable sans touche rapportée.
Durant les années 1950, la Stratocaster connait la célébrité grâce aux différents artistes qui l'utilisent ; Bill Carson, Dick Dale, Buddy Holly, Pee Wee Crayton, Otis Rush.
La première Stratocaster importée en Europe est en 1958 celle de Hank Marvin, soliste du groupe britannique The Shadows, offerte par Cliff Richard, le chanteur qu'ils accompagnent. Elle est d'une couleur rouge corail appelé « fiesta red » (voir le 1er album du groupe). Cette relique appartient aujourd'hui à Bruce Welch le guitariste rythmique des Shadows. C'est par hasard que, testant l'instrument branché sur une chambre d'écho et un amplificateur Vox AC 15, Marvin découvre le son « Shadows ». À partir de ce moment-là le succès de l'instrument est énorme. Entre 1960 et 1965, pratiquement tous les groupes instrumentaux européens, à commencer par les Spotnicks, ont recours au son spécifique de la Stratocaster. En France, dès 1962 des groupes comme Les Fantômes, Les Chats sauvages, Les Players et Les Lionceaux l'adoptent également. Mais elle tombe en défaveur au milieu de la décennie car les groupes anglais placés dans le sillage des Beatles et des Rolling Stones préfèrent le son plus gras et coloré des semi-acoustiques du type Epiphone, Harmony, Gibson ou Gretsch.
C'est pourtant à cette époque que George Harrison commence à s'intéresser à cet instrument, bientôt suivi d'une pléiade de musiciens britanniques. À la fin des années 1960, plusieurs guitaristes de premier plan remettent la Stratocaster au goût du jour, en particulier David Gilmour, Jimi Hendrix, Ritchie Blackmore et, à partir de 1970, Eric Clapton.
La « Strat » est vue de partout et ne cesse pas, depuis sa naissance, d'être la guitare électrique la plus populaire, la plus copiée et la plus plagiée. Ainsi, si on demande à quelqu'un de dessiner, le plus rapidement possible, une guitare électrique, il y a de fortes chances que son dessin soit inspiré de la silhouette de la Stratocaster.

### De 1955 à la vente à CBS
Ces trois instruments (Telecaster; Precision Bass; Stratocaster), créés par Fender, ne disparaissent jamais du catalogue et sont toujours produits aujourd’hui. Ils marquent, d’une trace indélébile, la musique telle qu'on la connaît. Ils ne sont pas à l’origine de tout ce qui compose les guitares électriques modernes mais, l’intérêt qu’ils ont suscité chez les musiciens a obligé les fabricants et sociétés concurrentes à réagir et innover, pour ne pas mourir étouffées par la créativité de Leo et de ses collaborateurs.
Depuis l'arrivée des solid-body, les constructeurs de guitares américains se sont installés dans une course digne de la Guerre Froide et certaines innovations techniques sont mises au catalogue sans même attendre que leurs droits soient validés, le tout poussé par le Rock 'n' roll naissant, qui se hisse aux premières places des classements, ouvrant la porte à une nouvelle culture populaire.
Les années qui suivent la naissance de la Stratocaster voient apparaitre différents modèles et la venue d'un événement commercialement important. Fender ouvre sa fabrication au commerce international.
1955 - Musicmaster & Duo Sonic.
Don Randall suggère de travailler sur un créneau encore inexploité, un modèle solid-body destiné aux débutants. Munie d’un diapason de 22,5 pouces, la guitare arrive au catalogue le 26 septembre 1955 mais les premiers exemplaires ne seront livrés qu’en avril 1956.
1956 - Mandoline électrique.
Présentée en 1956, l’adaptation d’une mandoline avec le concept Fender (corps en bois massif, manche en érable, micro simple bobinage) est proposée aux musiciens. Contrairement aux mandolines traditionnelles elle ne possède que quatre cordes au lieu de quatre cordes doubles. Cet instrument est également nommé « Mandocaster ». La sortie de cette mandoline arrive un peu tard car les groupes utilisant cet instrument sont sur le déclin.
1958 - Jazzmaster.
La particularité innovante de cette Solid Body est la forme asymétrique de son corps, connu sous l’appellation de « guitare offset ». Ce design, imaginé par Leo fender et Freddie Tavares, donne un meilleur confort de jeu en position assise. La guitare destinée à être le haut de gamme du catalogue Fender sera la première à posséder une touche en palissandre. Cette nouvelle particularité sera rapidement étendue à toute la gamme Fender reléguant l’incontournable touche érable en option.
Le catalogue Fender est imprimé, pour la première fois, en couleur.
1959 - Ouverture de Fender au marché mondial.
Jusqu'à présent les instruments Fender ne se trouvent qu'aux États-Unis et au Canada. En 1959 l'embargo imposé par la Grande-Bretagne sur l'importation des instruments américains est levé. Don Randall ne veut perdre aucun temps et construit dans l'année un réseau international de distributeurs. Fender devient, durant les années soixante, le plus gros exportateur américain d'instruments de musique .
1959 - Association avec Harnold Rhodes.
L’entreprise de fabrication de pianos originaux créés par Rhodes en 1956 ne survie pas et un arrangement est conclu avec Leo pour pérenniser l’instrument. De cette association naît le Fender Rhodes Piano Bass comportant 32 touches graves du piano dans un format compact.
1960 - Jazz Bass.
La Jazz Bass n’est pas une idée de Leo, il s’agit plus d’une idée marketing servant à étendre la gamme Fender qui ne propose qu’un modèle de basse.
Dotée d’un manche plus fin que son ainée la basse Precision, sa forme générale reprend le design asymétrique du corps de la Jazzmaster. Apparue sur la liste des prix en juillet 1960, elle demeure un des instruments incontournables de la gamme Fender aux côtés des Telecaster, Stratocastrer et Précision, ne disparaissant jamais du catalogue depuis son arrivée. Elle sera jouée par la plupart des bassistes, tous styles confondus.
1961 - Bass VI.
À mi-chemin entre la guitare et la basse, elle possède un diapason plus court qu’une basse standard (30 pouces), ses six cordes sont accordées comme une guitare (mi-la-ré-sol-si-mi une octave au-dessous) mais, particularité insolite, elle possède un vibrato. Cet instrument, bien que novateur, ne marque pas les esprits. Utilisée en studio par Jet Harris, les Beatles, The Who, Cream, Fleetwood Mac elle se vendra malgré cela assez mal.
1962 - Jaguar.
Cette nouvelle guitare est lancée au printemps 1962. Elle n’a pas vraiment de particularité révolutionnaire. Sa forme est identique à la Jazzmaster. Elle est équipée de nouveaux micros, de plaques chromées pour les commandes électroniques et d’un diapason plus court (24 pouces). Avec un son plus étouffé que celui de ses consœurs, la Jaguar ne connaîtra pas une grande renommée jusqu’à ce que des groupes comme Nirvana ou Sonic Youth la remettent au gout du jour.
1964 - Mustang.
Très proche de la conception des Musicmaster et Duo Sonic la guitare est destinée à un public débutant. Elle se décline en deux diapasons de 22,5 pouces et 24 pouces et possède un vibrato. À une période où le Rock Anglais déferle dans le monde, la Mustang, avec un prix attractif, connaît un succès immédiat et est, par la suite, déclinée en guitare basse quatre cordes.

## Vente à CBS
À la suite du diagnostic d’un cancer, Leo Fender décide de vendre sa société dont il est le principal actionnaire. Le 5 janvier 1965, la société alors en pleine expansion est achetée 13,2 millions de dollars par le géant de la radiotélévision CBS. À la demande de CBS, Leo Fender et Don Randall restent employés par la firme avec un contrat de cinq ans qu'ils ne renouvelleront pas à leurs termes.
Au début des années 1970, CBS décide de passer à la production en masse des guitares Fender mais, pour réduire les coûts de production, diminue la qualité de la finition et des matériaux utilisés. Leo Fender s'oppose vigoureusement à cette politique car il souhaite conserver la réputation de qualité de ses instruments. Malgré ce désaccord, la marque fait évoluer la gamme de guitares électriques, avec certaines modifications techniques, comme la fixation du manche au corps par trois vis en 1971, l'installation de micros humbuckers "maison" (le Wide Range), ou encore l’accès au réglage du truss rod dans une petite cavité au niveau de la tête pour éviter de démonter le manche du corps de l'instrument.
En 1974, Fender commercialise la Starcaster, qui cherche à faire oublier les concessions qualitatives faites à la recherche d'économies pendant cette période. La guitare possède un corps de type demi-caisse bombée asymétrique vissé au manche. La tête de manche a une forme unique qui fut créée en 1965 pour le modèle fantomatique Marauder . Le modèle ne rencontre pas de succès commercial.
Côté amplification, les principaux modèles d'amplis pour guitare et basse (Twin Reverb, Bassman, Deluxe, Deluxe Reverb, Vibro  Reverb et autres) qui possédaient une face de réglage avant noire avec un lettrage blanc brillant (blackface) et le circuit AB763 depuis 1964, changent d'aspect vers la fin de 1967 avec une façade de contrôle en aluminium poli (Silverface) ayant un lettrage au coloris bleu clair (excepté le Bronco, dont le lettrage est rouge) et le circuit AC568. [réf. nécessaire]. À partir du milieu des années 1970, certains modèles sont équipés d'un réglage de volume général (« master volume ») avec un circuit de présence intégré (« pull-boost circuit »), avec des puissances sonores maximales comprises entre 100 et 135 watts selon le modèle en question. Leur production cesse à partir de 1982.
À l'issue d'une période de dix ans de non-concurrence concédée à la marque en 1965 lors de la vente de ses titres, Leo Fender décide de quitter CBS avec les meilleurs de ses anciens employés et crée, en 1974, la marque de guitares « Music Man ». CBS obtient en justice que Leo Fender ne puisse pas utiliser son nom, ni les noms de Stratocaster et de Telecaster pour continuer et vendre ses propres guitares. C'est donc sous la marque Music Man que Leo Fender crée les StingRay 1 et 2 puis les Sabre 1 et 2, des guitares révolutionnaires et appréciées pour leurs caractéristiques. Leo Fender vend Music Man à Ernie Ball en 1985 tandis qu'il s'associe à son vieil ami et complice George Fullerton pour créer la marque G&L qu'il continue jusqu'à sa mort en mars 1991.
La décennie qui débute en 1975 est difficile pour l'ensemble des fabricants de guitares électriques, et Fender n'est pas épargné. Les modèles de la marque reçoivent des modifications anecdotiques, le plus souvent sans intérêt pour l'utilisateur, et plutôt dictées par la baisse des coûts (suppression d'un bouton de tonalité, modifications du vibrato, etc.). En 1982, Fender délocalise la fabrication de certains de ses modèles au Japon pour faire baisser le prix et distribuer des produits pouvant faire face à la concurrence des copies de guitares issues du marché asiatique et crée la filiale « Fender Japon ».

## CBS jette l'éponge
A la fin de 1985, CBS décide de vendre la compagnie Fender à un groupe d'employés cadres de la marque, placé sous la direction de Bill C. Schultz (1926-2006). Celui-ci entreprend aussitôt une restructuration profonde de la compagnie, qui prend le nom officiel de Fender Musical Instruments Corporation (FMIC) en 1986. La marque décide alors de revoir la structure et l'éventail de ses gammes :
- Avec présence dans l'entrée de gamme par l'intermédiaire de la marque Squier, fabriquée dans des pays à main-d'œuvre à bas coûts. Corée, Japon…
- La délocalisation d'une partie de la production Fender au Mexique, (assemblage, et certains composants), valorisant, par la même occasion, les fabrications américaines.
- La promotion de la référence aux gloires du passé en proposant régulièrement des séries de modèles reissue de fabrications antérieures remarquables.
- La création, en 1987, d'un « Custom shop » chargé de réaliser des séries limitées et des modèles sur mesure, pour s'adapter à une demande réelle de clients cherchant l'acquisition de modèles prestigieux.

## Les logos Fender
Le Logo apposé sur les guitares Fender évolue au fil des années. La typographie, la taille et les couleurs peuvent permettre d’évaluer la période de fabrication d’un instrument mais il est important de noter que, durant les premières années de production, la décalcomanie posée sur la tête de manche ne se renouvelle qu’après l’écoulement des stocks et cette particularité fait que certains instrument, sortant en plus grande quantité, ont une tête ornée d’un nouveau logo quelques années avant d’autres modèles. De ce fait, l’authenticité d’une guitare reste à confier à un professionnel averti. Ces logos suivent une chronologie qui se dissipe dans années 1980 entre autres avec la création du custom shop fender.
Premiers logos
Le premier logo est placé sur les guitares lapsteel et les amplis de K&F Manufacturing Corporation. Il s’agit d’une plaque laitonnée, clouée sur l’instrument, qui comprend un F et un K séparé par un cercle orné de deux éclairs, recevant le caractère &.
À la suite du départ de Doc Kauffman en 1956, Leo fonde Fender Electric Instrument Co. Les instruments sont équipés de la plaque K&F jusqu’à épuisement des stocks avant de recevoir le nouveau logo. Celui-ci est gravé sur la plaque chromée recevant les mécaniques. Le nom Fender en majuscules est souligné par l’ancien logo K&F dont la lettre K est remplacée pas electric et la lettre F par instrument. Sur la face des amplis, c’est une petite plaque rectangulaire qui reçoit ce logo et il est sérigraphié sur la plaque de commande située à l’arrière.
1950-1961 Logo spaghetti
Leo Fender dessine le logo original Fender. Il a une particularité qui le rend facilement reconnaissable, la première lettre est un F inversé. Exécuté avec des traits fins, c’est celui qui est dans l’introduction de cette page. Cette typographie fine est nommée « logo spaghetti ».
La décalcomanie collée sur la tête de manche est de couleur argentée avec un liseré noir entre 1950 et 1952 et entre 1955 et 1961. Il est de couleur or avec un liseré noir entre 1952 et 1955.
1960-1966 Logo transition
En 1960, un nouveau logo fender est dessiné par Bob Perine, directeur artistique et photographe à Fender Sale. Après quelques remarques, Leo accepte le logo qui est adopté pour le lancement de la Fender Jazz Bass puis progressivement pour les autres modèles de guitare et d’amplis. La police est plus épaisse, le F garde sa direction mais possède un empattement en haut et les autres lettres sont attachées. L’intérieur est de couleur or entourée d’un liseré noir. Ce logo, découpé dans une plaque métallique, est fixé sur la face de la nouvelle ligne d'amplificateurs « Brown » sortie en 1959. À partir de 1963, tous les amplificateurs Fender reçoivent un nouveau design, le célèbre « Blackface », qui se voit orné d'un logo en relief sur fond noir, du plus bel effet.
1966-1981 Logo CBS
« Il faut que la marque de la guitare se voit de loin », c’est une politique que CBS met en place dès son rachat de Fender. Ainsi, le logo transition est conservé mais l’intérieur de couleur or devient noir et le liseré noir devient or, renforçant l’épaisseur de l’écriture. Les appellations (Stratocaster, Telecaster, etc.) sont maintenant en gros caractères. La tête des Stratocaster, Jazz Master, Jaguar est élargie pour mieux intégrer leur nouveau logo.
De CBS à nos jours
Dès 1981, on voit le retour des têtes de manche correspondant aux modelés pré-CBS. Les logos spaghettis ou transition sont de nouveau utilisés selon les modèles. Les différentes rééditions qui voient le jour utilisent le logo qui les ornait à l’époque où elles étaient fabriquées, il peut donc y avoir un logo CBS sur une guitare fabriquée en 2000.

Les principaux Logo Fender
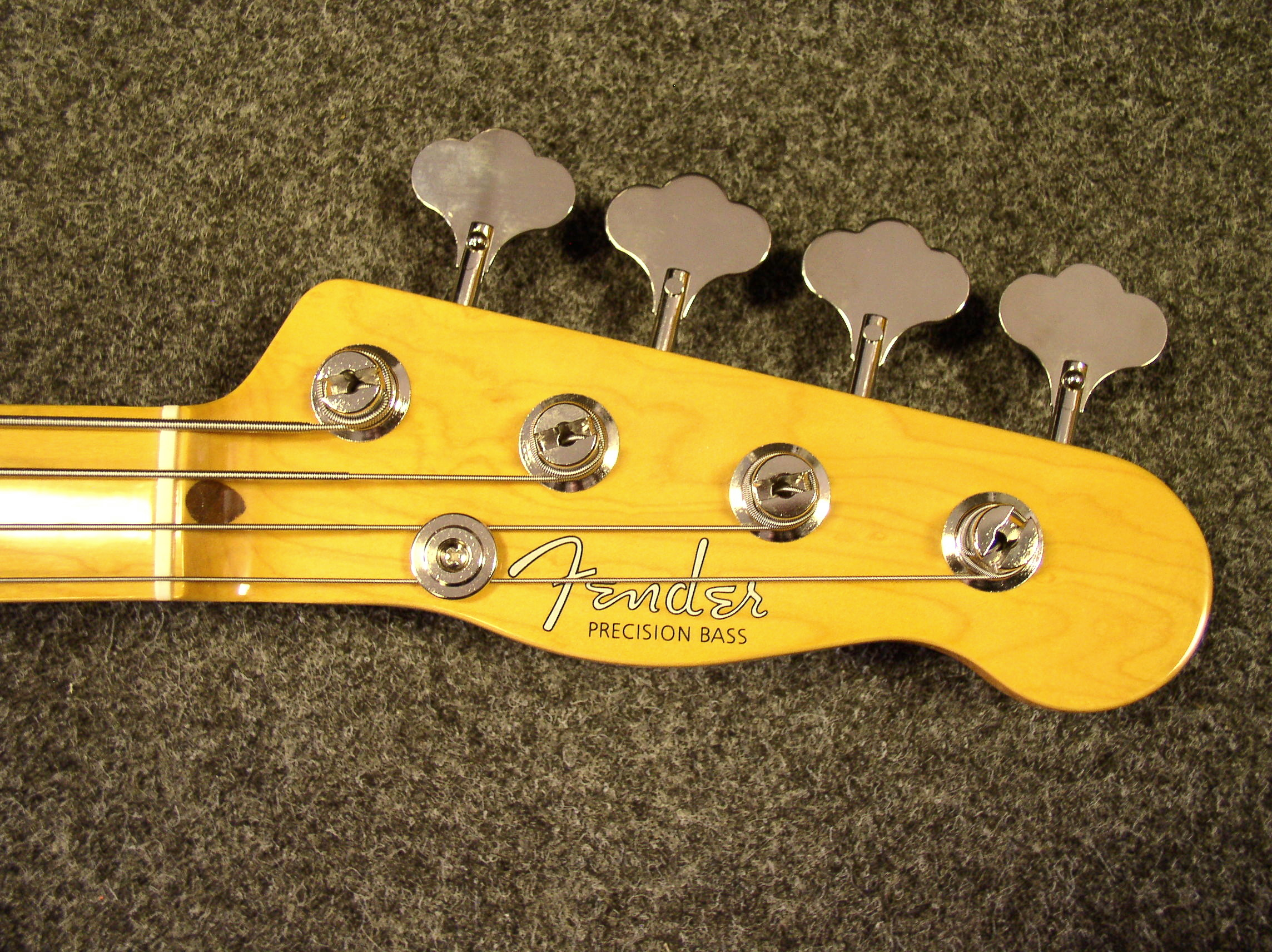
Logo Spaghetti.
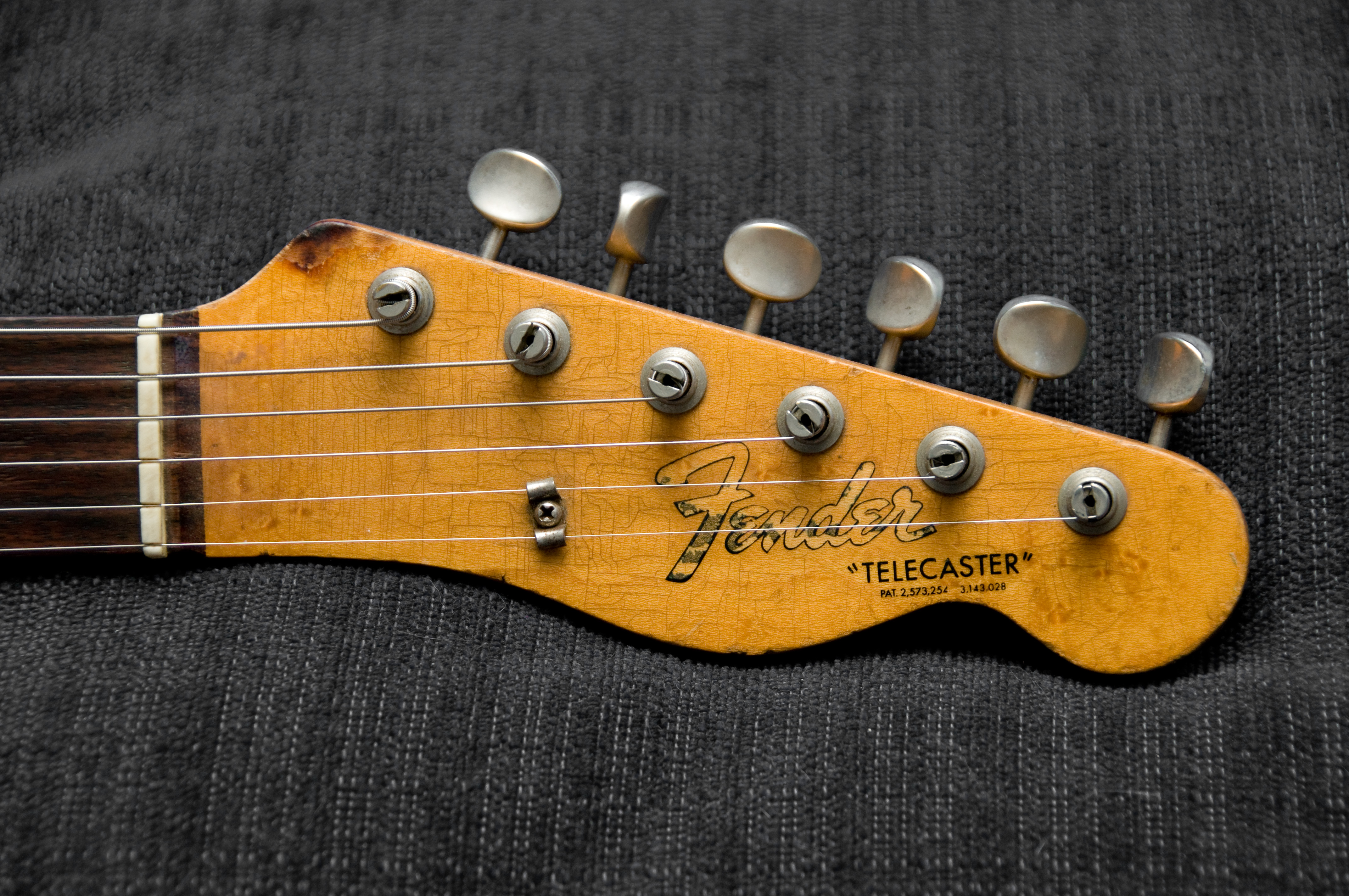
Logo transition.
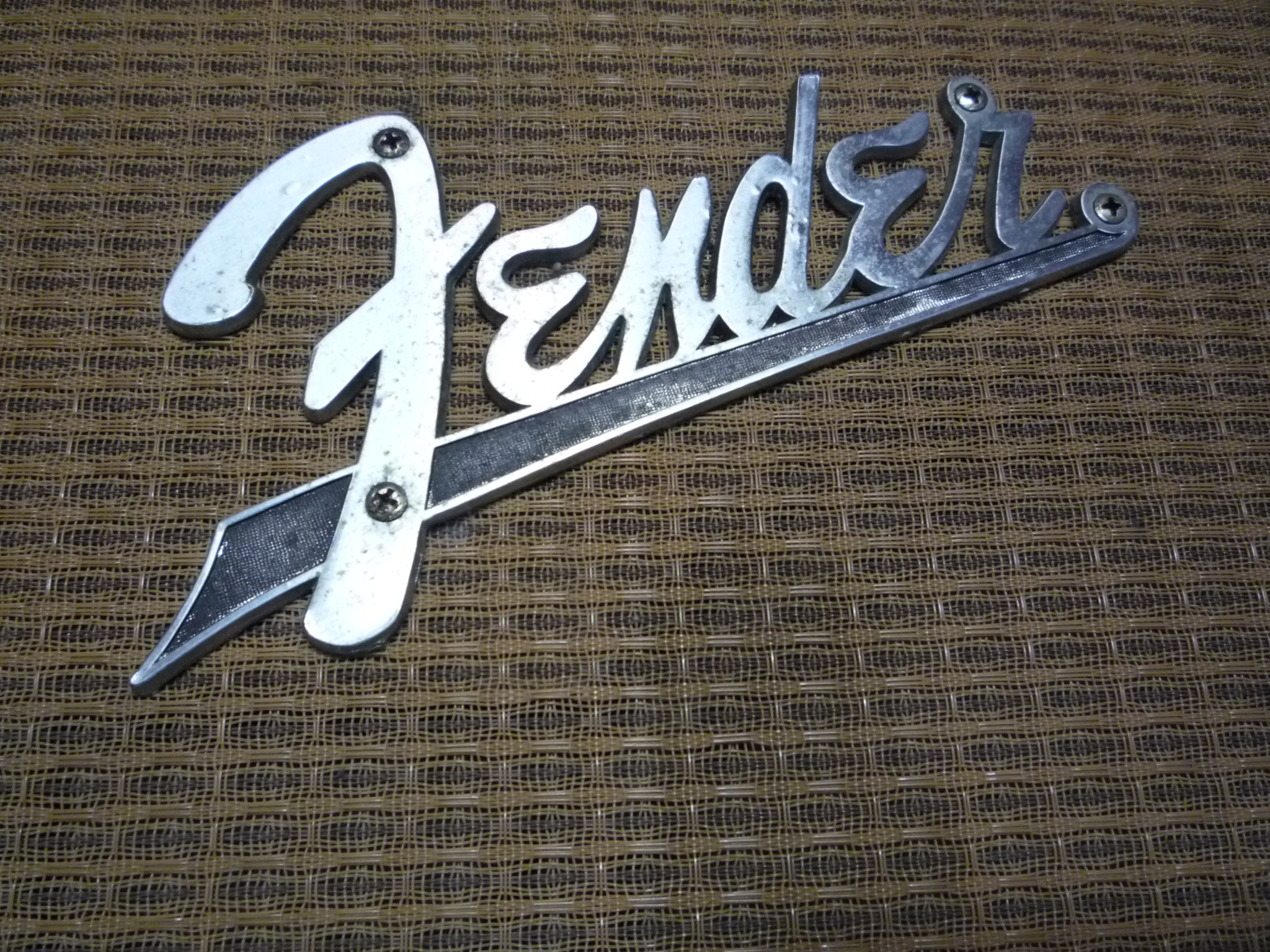
Logo fixé sur un amplis Brownface
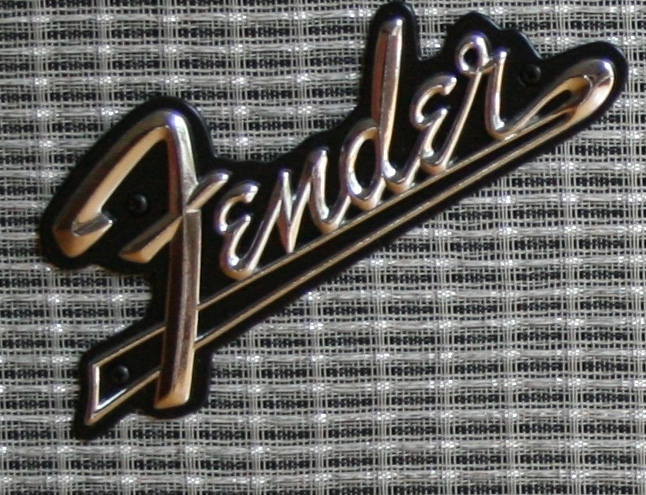
Logo amplis dès 1963
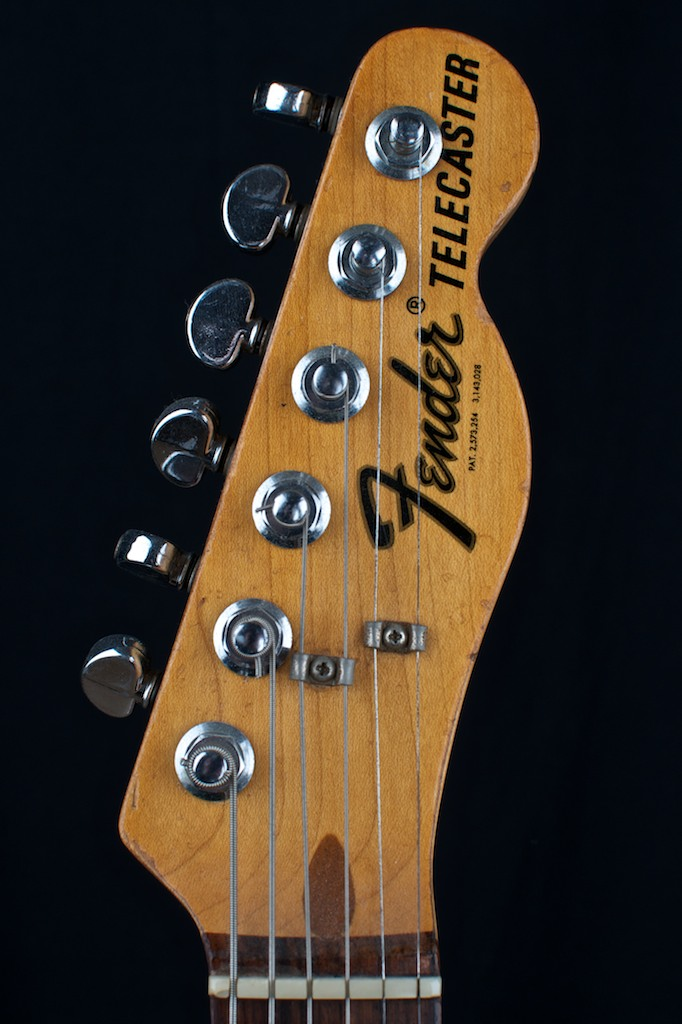
Logo CBS.

## Numéros de série des guitares
Ce chapitre se doit d’être relativement simple car depuis la naissance de Fender les changements sont tel qu’une page Wikipédia entière peut y être consacrée. Chacun peut se renseigner précisément sur la datation d’un instrument car le site officiel Fender propose une recherche personnalisée depuis un numéro et permet également d’enregistrer son bien. D’autres sites en ligne développent plus précisément chaque époque et le numéro de série qui lui correspond.
Il est cependant intéressant de développer une période dont le numéro de série fait référence dans le cœur des collectionneurs. Cette série bien connue des initiés, peut tout de même paraître un peu obscure pour certains.
Il s’agit de la « série L », appelée ainsi par le simple fait que le numéro de série est précédé de la lettre « L » en majuscule. L’intégration de cette lettre divise les opinions sur son origine, il est donc risqué de se positionner sur le sujet. Fin 1962, les numéros atteignent le nombre 99 999 et, en toute logique, doivent passer à un nombre de six unités, mais le chiffre « 1 » qui doit commencer cette nouvelle numérotation est remplacé par la lettre « L ». La majorité des avis considèrent que cette particularité est due à une erreur de gravure, d’autres préfèrent penser que le changement est voulu par Fender.
Les instruments de la série L sont produits de 1963 à 1965, année du rachat de l’entreprise par CBS, avec le numéro « L99999 ». La période CBS n’est pas une référence en qualité pour la plupart des musiciens et les derniers numéros produits sous la direction de Leo sont ainsi facilement reconnaissables par leur particularité alpha numérique. Ces instruments deviennent de ce fait très convoités voire introuvables de nos jours. De là à considérer qu’une guitare produite en 1966 ou 1967 est un instrument de piètre valeur parce qu’il n’a pas de lettre L est tout de même à reconsidérer.

## Filiales
Fender Musical Instruments Company possède plusieurs filiales dont les plus connues sont Fender, Squier, Gretsch, Charvel, EVH et Jackson. La compagnie a quelques grands nom de la guitare à son actif mais certains partenariats sont éphémères.
- La firme Guild est achetée par FMIC en 1995 puis revendue le 6 mai 2014 au Cordoba Music Group[18].
- Fin décembre 2014 la marque de guitares Takamine alors distribuée par FMIC en Europe, Afrique et Moyen Orient décide de mettre un terme à ce partenariat[19].
- La marque de guitares acoustiques Ovation est achetée en 2014 par FMIC. Fender utilise les usines Ovation de New Hartford pour produire leurs propres instruments acoustiques puis revendent la marque et les usines à la société Drum Worshop le 7 janvier 2015[20].

### Squier

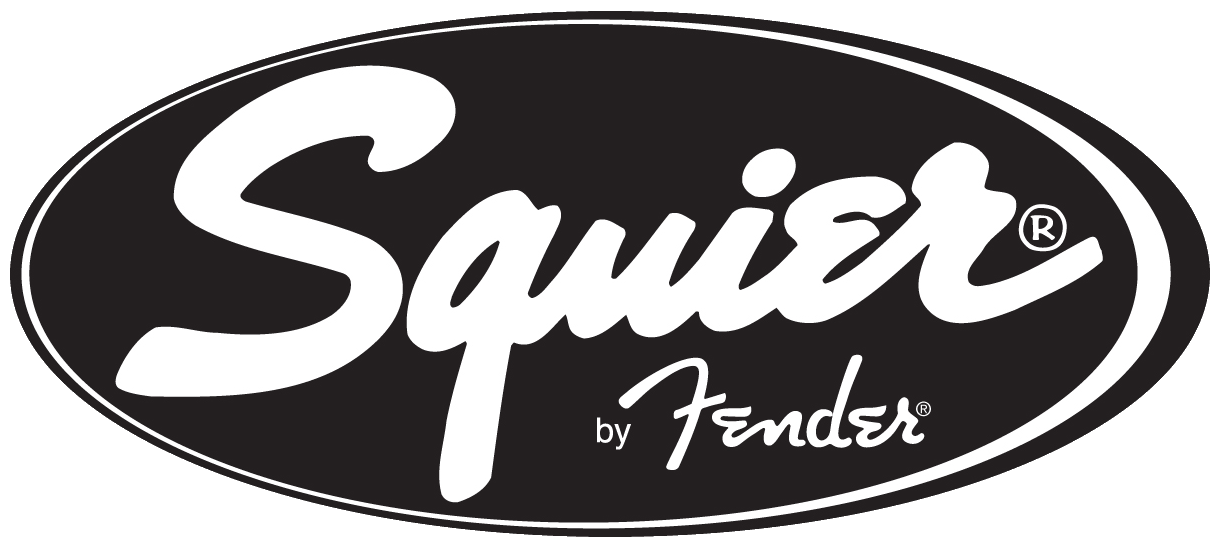
Logo Squier

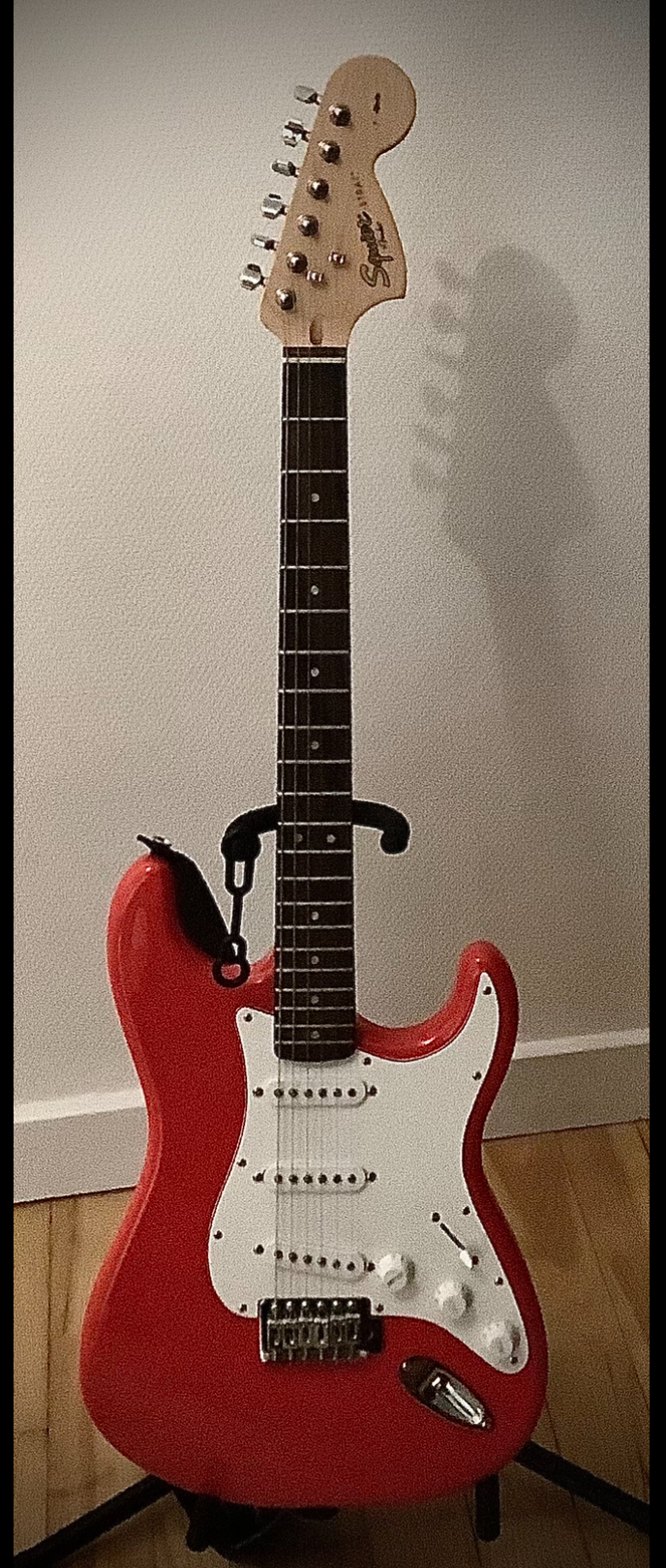
Une Squier Stratocaster, série Affinity

Squier est acquis par Fender en 1965 peu après le rachat par CBS. Squier est alors un fabricant de cordes de guitares. Le nom Squier commence à être exploité par Fender en 1982 pour sa gamme de guitares fabriquées au Japon (puis en Corée à partir de 1988) mais aussi pour lutter contre des répliques et copies de nouveaux concurrents japonais apparus dans les années 1970. Les guitares et les basses Squier sont similaires aux Fender et partagent avec elles plusieurs modèles célèbres dont la Jazz Bass, la Precision Bass, la Stratocaster et la Telecaster mais la marque propose des modèles originaux reprenant les grandes lignes de fabrication de la marque mère. Les guitares Squier fabriquées au Japon jusqu'en 1988 sont fiables et appréciées, bien que moins valorisées que les productions américaines de la même époque. Les productions récentes, provenant d'Indonésie puis de Chine, sont différentes par la qualité de leurs finitions mais sont proposées à un prix inférieur à 300 euros.

### Jackson Guitars
La marque de guitare Jackson, appartient depuis octobre 2002 à FMIC (Fender Musical Instruments Company), elle garde sa gamme de model avec leurs spécificités et une personnalité distincte typée hard rock et métal moderne. La production américaine est située dans les locaux de Fender, à Corona, depuis 2003.

### Gretsch
Fender Musical Instrument Corporation acquiert la marque Gretsch en 2002 par un accord donnant à Fender le contrôle total sur la fabrication et la distribution des instruments. Cette marque d'instruments est antérieure à la naissance de Fender et possède un passé concurrentiel dans l'évolution de la guitare électrique. Sa place dans l'histoire de la guitare n'est plus à démontrer. Comme pour les guitares Jackson, le catalogue de guitares Gretsch n'est pas modifié et conserve ses instruments les plus emblématiques.

## Volkswagen
En 2011, Volkswagen s'associe à Fender pour fabriquer un système audio haut de gamme pour l'intégrer à ses véhicules vendus exclusivement en Amérique du Nord. Ces véhicules Volkswagen qui offrent un Fender Premium Sound en option sont la Volkswagen Golf, la Volkswagen Beetle, la Volkswagen Jetta Sedan, la Volkswagen Passat et la Volkswagen Tiguan.

## Guitares Fender

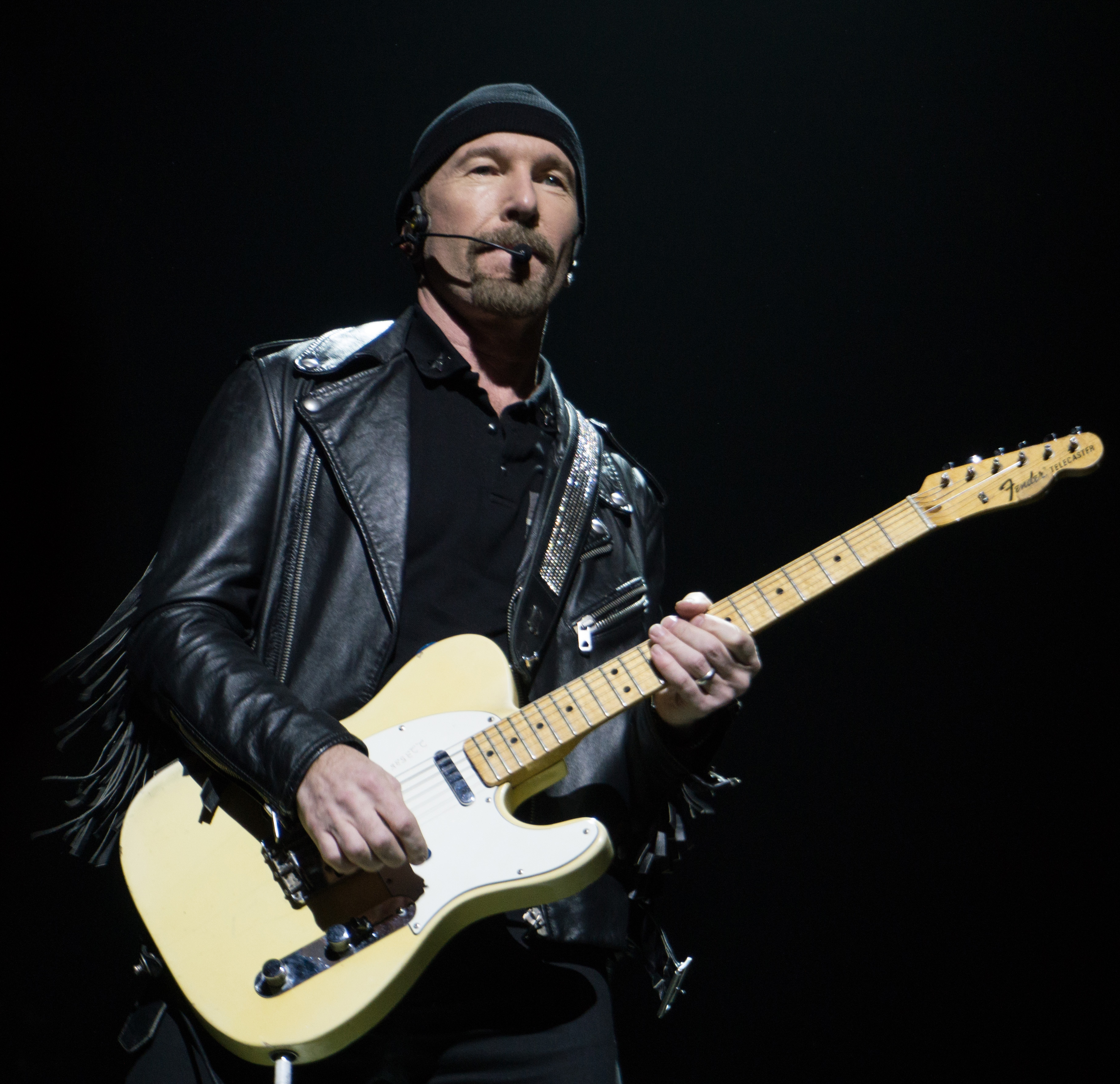
The Edge avec une Fender Telecaster en 2015.

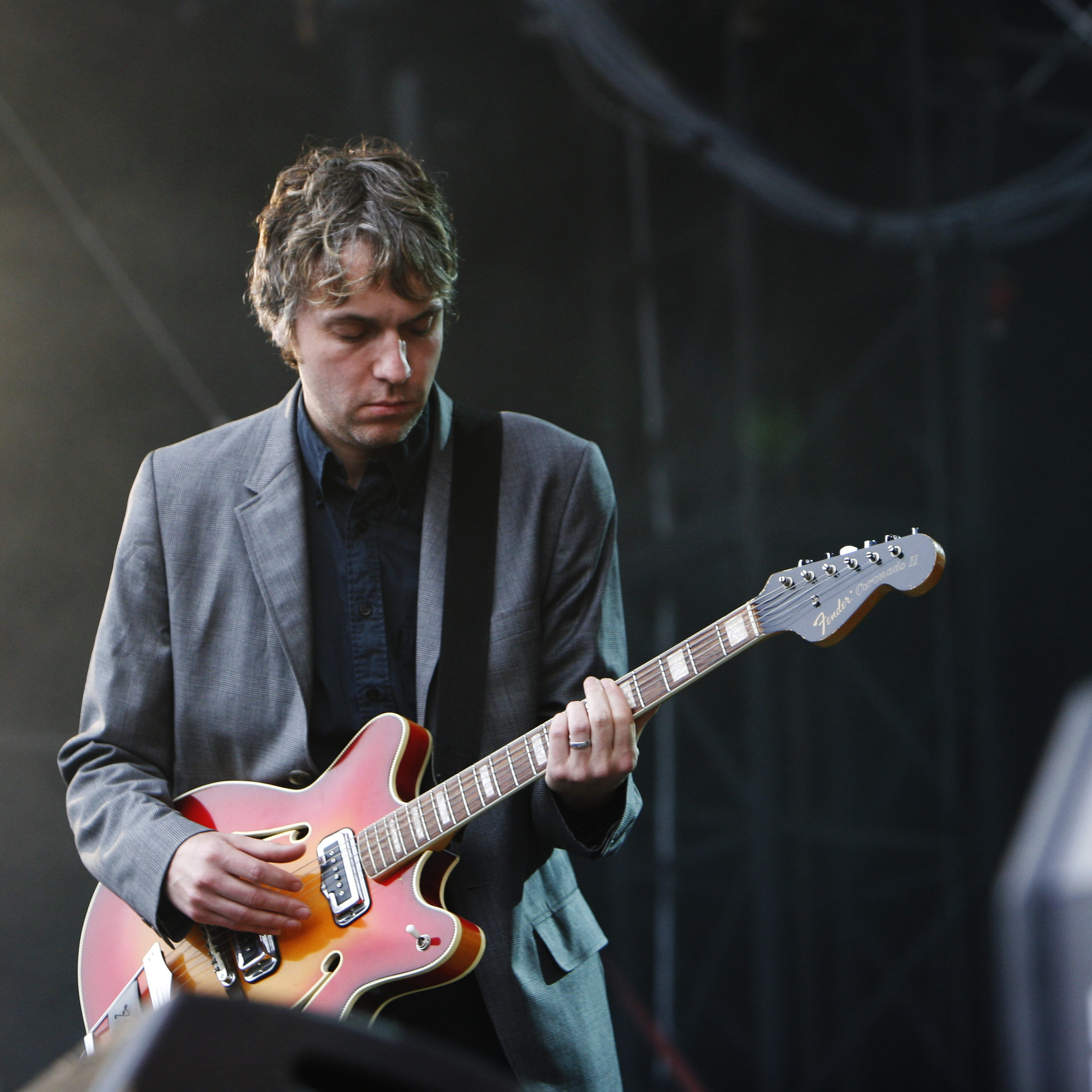
Simon Tong avec une Fender Coronado II

### Guitares électriques

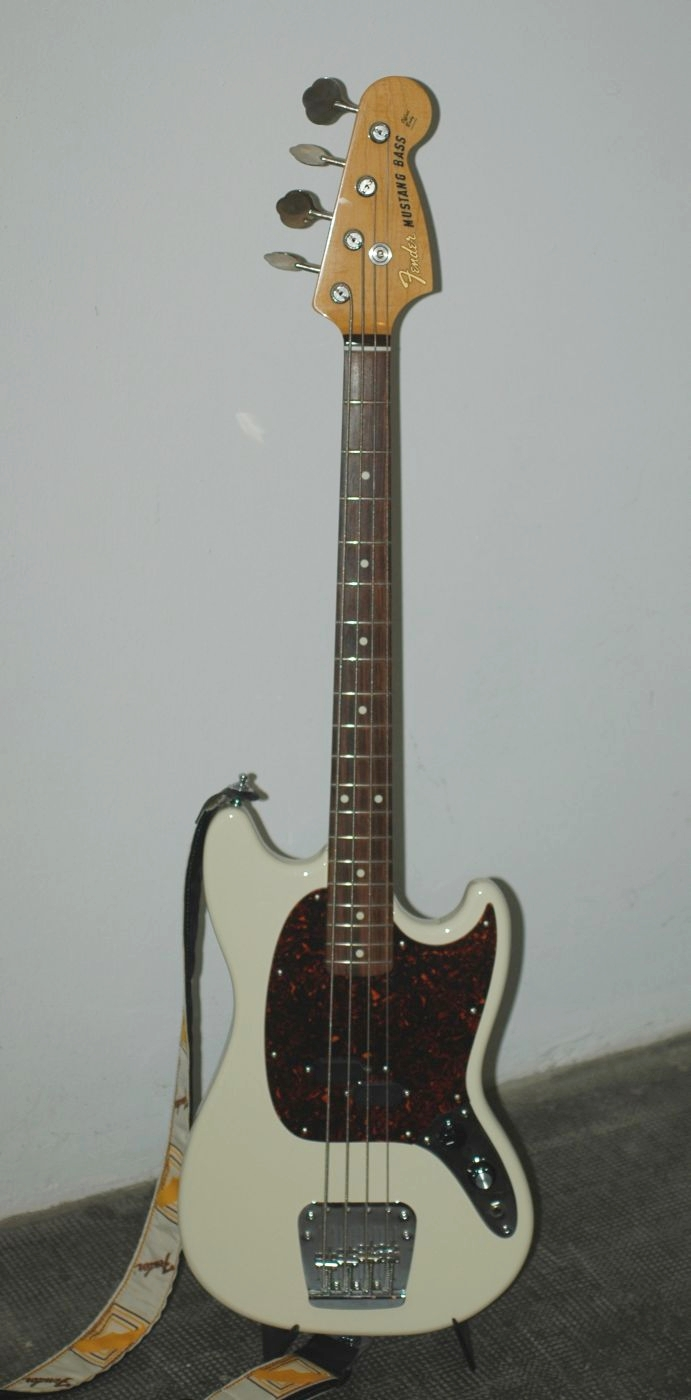
Basse Mustang

- Esquire
- Broadcaster
- Nocaster
- Telecaster
- Stratocaster
- Musicmaster & Musicmaster II
- Duo Sonic & Duo-Sonic II
- Jazzmaster
- Jaguar
- Mustang
- Marauder
- Electric XII
- Coronado
- Telecaster Thinline
- Montego-Ltd
- Bronco
- Swinger
- Custom-Maveric
- Fender Starcaster
- Fender Lead Serie
- Fender Esprit
- Fender Super Strat
- Fender Jag-Stang
- Frender Vista Venus
- Fender Cyclone
- Fender Showmaster
- Fender Tele-sonic
- Fender Toronado
- Fender Meteora
- Fender Super-sonic

### Basses électriques
- Fender Precision 1951-53
- Fender Precision 1954-56
- Fender Precision 1957-…
- Fender Musicmaster Bass
- Fender Jazz Bass
- Fender Jaguar Bass
- Fender Mustang Bass
- Fender Telecaster Bass 1968-71
- Fender Telecaster Bass 1972-79
- Fender Performer
- Fender VI
- Fender Precision 51 Japan 1994-95
- Fender Bass V
- Fender Bronco Bass
- Fender Bullet Bass
- Fender Dimension Bass
- Fender Cabronita Bass

### Guitares acoustiques
- Redondo 1965-71
- Kingman 1965-71
- California Series
- Grand Concert
- Nylon Classic
- Malibu 1965-71
- Shenandoah 1965-71
- Newporter 1965-71
- Villager 1965-71
- Palomino 1965-71
- Telecoustic
- Stratacoustic
- PR-180E Resonator
- FR48 Steel Resonator

### Guitares hybrides
- Acoustasonic Stratocaster
- Acoustasonic Jazzmaster
- Acoustasonic Telecaster

## Amplificateurs Fender

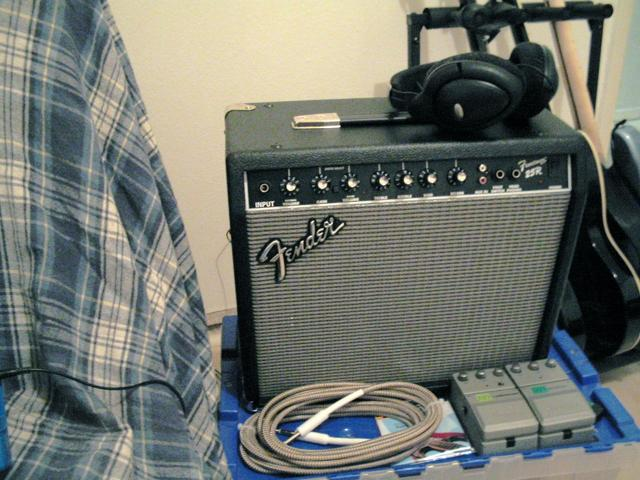
Amplificateur Fender Frontman 25R

### Années 1940
- Deluxe (Woodie/Model 26) 1946-1948
- Princeton (Woodie) 1946-1948
- Professional (Woodie Pro) 1946-1947
- Dual Professional 1947
- Super (V-Front) 1947-1953
- Pro (TV Front) 1947-1953
- Champion 800 1948-1949
- Princeton (TV Front) 1948-1953
- Deluxe (TV Front) 1948-1953

### Années 1950
- Bassman (TV Front) 1952-1953
- Bassman (Wide Panel) 1953-1954
- Princeton (Wide Panel) 1953-1955
- Champ (Wide Panel) 1953-1955
- Super (Wide Panel) 1953-1955
- Deluxe (Wide Panel) 1953-1955
- Bandmaster (Wide Panel) 1953-1955
- Twin (Wide Panel) 1953-1955
- Pro (Wide Panel) 1953-1955
- Twin (Narrow Panel) 1955-1957
- Princeton (Narrow Panel) 1955-1960
- Bandmaster (Narrow Panel) 1955-1960
- Tremolux (Narrow Panel) 1955-1960
- Super (Narrow Panel) 1955-1960
- Deluxe (Narrow Panel) 1955-1960
- Bassman (Narrow Panel) 1955-1960
- Harvard 1955-1962
- Champ (Narrow Panel) 1955-1964
- Pro (Narrow Panel) 1955-1960
- Vibrolux (Narrow Panel) 1956-1961
- Twin (Narrow Panel Big Box) 1958-1960

### Années 1960
- Bandmaster (Brown) 1960
- Super (Brown) 1960-1963
- Showman (Blonde) 1960-1963
- Pro (Brown) 1960-1963
- Bassman (Blonde) 1961-1962
- Tremolux (Blonde) 1961-1963
- Deluxe (Brown) 1961-1963
- Princeton (Brown) 1961-1963
- Bandmaster (Blonde) 1961-1963
- Vibrolux (Brown) 1961-1963
- Twin (Blonde) 1961-1963
- Bassman (Blonde 6G6-A) 1962-1964
- Vibroverb (Brown) 1963
- Vibrolux (Blackface) 1963-1964
- Vibroverb (Blackface) 1963-1964
- Concert (Blackface) 1963-1965
- Tremolux (Blackface) 1963-1966
- Deluxe Reverb (Blackface) 1963-1967
- Princeton (Blackface) 1963-1967
- Super Reverb (Blackface) 1963-1967
- Bandmaster (Blackface) 1963-1967
- Showman (Blackface) 1963-1967
- Twin Reverb (Blackface) 1963-1967
- Pro (Blackface) 1963-1965
- Vibro Champ (Blackface) 1964-1967
- Bassman (Blackface) 1964-1967
- Vibrolux Reverb (Blackface) 1964-1967
- Princeton Reverb (Blackface) 1964-1967
- Champ (Blackface) 1964-1967
- Pro Reverb (Blackface) 1965-1967
- Bronco 1967-1975
- Showman (Silverface) 1968-1970
- Bandmaster (Silverface) 1968-1975
- Princeton (Silverface) 1968-1979
- Bandmaster Reverb 1968-1980
- Showman (Dual Reverb) 1968-1981
- Super Reverb (Silverface) 1968-1981
- Princeton Reverb (Silverface) 1968-1981
- Deluxe Reverb (Silverface) 1968-1982
- Vibrolux Reverb (Silverface) 1968-1982
- Twin Reverb (Silverface) 1968-1982
- Champ (Silverface) 1968-1982
- Vibro Champ (Silverface) 1968-1982
- Bassman (Silverface) 1968-1983
- Pro Reverb (Silverface) 1968-1982
- Bassman 50 Usa 1960's
- Bassman 100 Usa 1960's

### Années 1970
- 400 PS Bass 1970-1975
- Musicmaster Bass 1970-1982
- Quadreverb 1972-1979
- Super Six Reverb 1972-1979
- Vibrosonic Reverb 1972-1981
- Bassman 10 1972-1982
- Super Twin 1975-1976
- 300 PS 1975-1980
- Studio Bass 1977-1980
- Super Twin Reverb 1977-1980
- Bassman 50 Usa 1970's
- Bassman 100 Usa 1970's

### Années 1980
- 140 1980
- 30 1980-1981
- 75 1980-1982
- Bassman 20 1982-1983
- Champ II 1982-1983
- RPW - 1 Amp 1982-1984
- RGP-1 1982-1984
- Champ (Super, Super Deluxe) 1982-1985
- Princeton Reverb II 1982-1986
- Deluxe Reverb II 1982-1986
- Concert (II Series) 1982-1987
- Twin Reverb II 1983-1986
- Champ 12 1987-1992
- Showman (Red Knob) 1987-1993
- Twin (Red Knob The Twin) 1987-1994
- Super 60 1988-1992
- Sidekick 65 Bass Japan 1985-89

### Années 1990
- Super 112 1990-1992
- Super 210 1990-1992
- Vibroverb ('63 Reissue) 1990-1995
- Bassman ('59 Reissue) 1990-présent
- Champ 25, Champ 25SE 1992-1994
- Twin Reverb ('65 Reissue) 1992-présent
- Concert (Pro Tube Series) 1993-1995
- Super (Pro Tube Series) 1993-1995
- Blues Deluxe 1993-1997
- Tonemaster 1993-présent
- Deluxe Reverb ('65 Reissue) 1993-présent
- Vibro King 1993-présent
- Pro Jr. 1993-présent
- Blues DeVille 1993-1997
- Dual Professional (Custom Shop) 1994-1997
- Vibrasonic (Custom) 1995-1996
- Rumble Bass 1995-1999
- Twin Amp (The Evil Twin) 1995-présent
- Prosonic Head 1995-présent
- Vibrolux Reverb (Custom) 1995-présent
- Blues Junior 1995-présent
- Prosonic 1996-présent
- Hot Rod Deluxe 1996-présent
- Hot Rod DeVille 1997-présent
- Frontman amps

### Années 2000
- G-DEC series 2005-2010
- Vibro Champ XD 2007-présent
- Super Champ XD 2007-présent
- Mustang I 2010- Présent
- Mustang II 2010-présent
- Mustang III 2011-présent
- Mustang IV 2011-présent
- Mustang V 2011-présent
- Champion series 2013-présent

## Piano électrique
En 1959, Leo Fender rachète l'entreprise de pianos électriques de Harold Rhodes, et construit le piano-bass de 32 touches, puis le célèbre Fender Rhodes Mark I, commercialisé entre 1969 et 1974. En 1974, "Fender Rhodes" est rebaptisé Rhodes.
En 1987 la marque Rhodes est achetée par Roland qui ne produit plus que des claviers numériques.